# 駐日ギリシャ大使館
駐日ギリシャ大使館（ギリシア語: Πρεσβεία της Ελλάδας στην Ιαπωνία、英語: Embassy of Greece in Japan）は、ギリシャが日本の首都東京に設置している大使館である。在東京ギリシャ大使館（ギリシア語: Πρεσβεία της Ελλάδας στο Τόκιο、英語: Embassy of Greece in Tokyo）とも。

## 歴史
1899年6月の日希修好通商航海条約締結により、日本とギリシャ王国の国交が正式に樹立された。
第一次世界大戦末期の1918年3月7日、東京市に駐日ギリシャ王国公使館（ギリシア語: Αντιπροσωπεία Πρεσβεία της Ελλάδας στην Ιαπωνία、英語: Royal Legation of Greece in Japan）が開館したが、約5年後の1923年2月9日に一旦閉鎖された。
戦間期末期の1939年3月28日、東京のギリシャ王国公使館が再開した。アサナシオス・G・ポリティス公使は、第二次世界大戦勃発直前のこの難しい時期に日独伊三国同盟の一角を担う大日本帝国に赴任して、極東におけるギリシャ王国の対枢軸国外交を担った。
1941年4月6日、ドイツ軍がムッソリーニ政権のイタリア王国側に立って参戦し、同月30日までに枢軸国が僅かな離島を除くギリシャ本土を占領する（ギリシャの戦い）。同年12月7日、ギリシャ亡命政府が大日本帝国に対して国交断絶を宣言したが、東京の公使館が公的に閉鎖されたのは第二次大戦終結から約半年後の1946年3月9日であった。なお、皇軍が帝都上空の制空権を喪失した第二次大戦末期、13ヶ国および1国際機関の外交団が軽井沢へ疎開していたが、ギリシャ公使館はその中に含まれていない。
1952年4月28日、サンフランシスコ平和条約の発効により日本国が独立、ギリシャ王国も同条約締結国のうちの一国である。1953年5月19日、ギリシャ王国がサンフランシスコ平和条約を批准したことにより日本とギリシャ王国の外交関係が再開した。
国交再開から約6年後の1959年8月25日、東京のギリシャ王国公使館が改めて再開した。翌1960年の10月18日には、公使館が昇格して 駐日ギリシャ王国大使館（ギリシア語: Βασιλική Πρεσβεία της Ελλάδας στην Ιαπωνία、英語: Royal Embassy of Greece in Japan）となった。
1967年4月21日、ゲオルギオス・パパドプロス率いる軍のクーデターが成就してギリシャ王国が崩壊し、軍事政権が樹立された。この政変は日本とギリシャの国交を阻害するものではなく、クーデターから約5ヶ月後の9月18日には、新たに任命されたディミトリス・アヴラミディス（アブラミディス）大使が皇居で昭和天皇に信任状を捧呈して、東京の大使館は駐日ギリシャ大使館として維持されることになった。
1974年7月24日にギリシャで軍事政権が崩壊したが、王政復古は成らず共和制へ移行する。爾来、およそ半世紀にわたって大使館が存続している。

## 所在地
| 日本語 | 〒106-0031 東京都港区西麻布三丁目16-30          |
| 英語   | 3-16-30, Nishi-Azabu, Minato-ku, Tokyo 106-0031 |

## 大使
2024年5月23日より、ニコラオス・アルギロスが特命全権大使を務めている。

## 著名な在勤者

### 駐日大使以外
- ゲオルギオス・パルテニウ - 上海総領事